# La Lechera (marca)
La Lechera es una marca comercial francesa de postres industriales comercializada por productos frescos Lactalis Nestlé, una empresa conjunta de los grupos agroalimentarios Nestlé y Lactalis, y vendida en frascos de vidrio y a veces de aluminio.

## Nombre

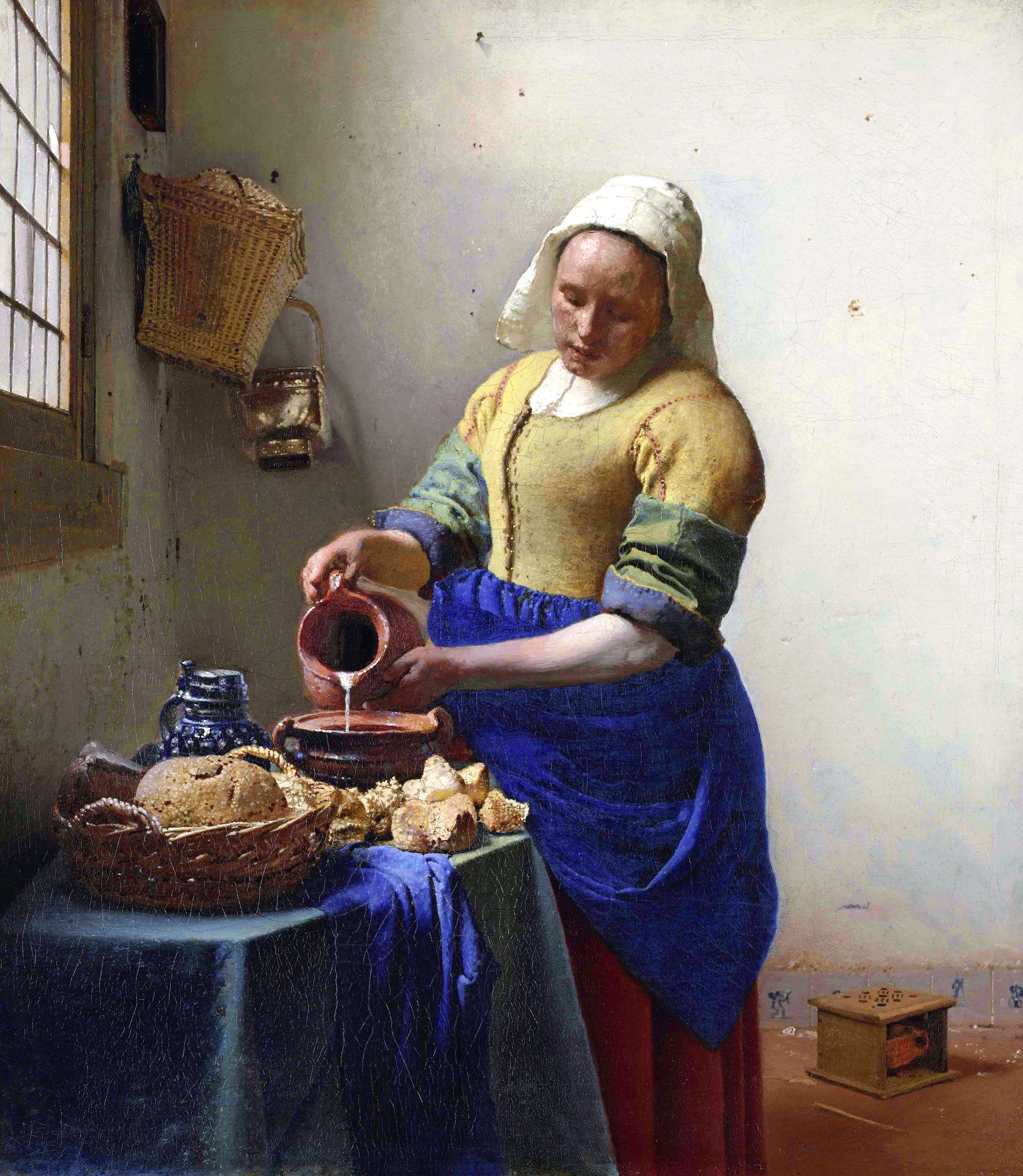
La Lechera, 1658, 45,5 × 41 cm, Ámsterdam, Rijksmuseum.

En 1971, un responsable de producto de la sociedad francesa Chambourcy, Jean-Claude Marcantetti, propuso crear un yogur de leche entera cuyo envase sería un tarro de cristal de mayor capacidad (150 g) y vendido a la unidad. El producto no salió al mercado hasta 1973. Para darle una imagen “auténtica”, la agencia de publicidad Effente, responsable del producto, se planteó imaginar una pastoral, un cuadro del siglo XVIII, hasta que una secretaria sugirió, tras hojear un libro de arte utilizado por el equipo, el cuadro La Lechera de Johannes Vermeer ( 1658 ). De ahí deriva el nombre del producto, aunque también esté inspirado en la marca británica Milkmaid (literalmente "La Lechera"), fundada en 1870, perteneciente al grupo Nestlé desde 1905.

## Publicidad
El primer anuncio de televisión se transmitió en 1974, el cuadro cobra vida, aunque sea en blanco y negro: de hecho, la lechera vierte su leche mostrando, según el anuncio, «Como antaño, Chambourcy utiliza buena leche entera para preparar buenos yogures naturales.» El eslogan de la marca hace referencia al cuadro: «La Lechera, una obra maestra de Chambourcy».[cita requerida]
Inicialmente, el discurso de mercadotecnia se basa en «las particularidades del producto - con leche entera, en tarro de cristal, de gran capacidad», para pasar después a una «comunicación de valores», la encarnación de una tradición y de un saber hacer particular. En 1979, la imagen de la lechera apareció en los envases de yogures. Desde entonces, a partir de los años 1990, han aparecido una veintena de productos estampados “La Lechera” envasados en vidrio o en aluminio. La lechera ya no se veía en los anuncios de televisión, pero aparece en la prensa y en los carteles públicos. Luego, la marca fue vendida a Nestlé y Chambourcy desapareció. El discurso de mercadotecnia convierte entonces a la lechera en cocinera, y la sitúa en diferentes realidades históricas, como la Revolución Francesa.

## Productos bajo la marca La Lechera
Originalmente y como su nombre indica, la marca está destinada específicamente al procesamiento de lácteos actalis, en particular el “yogur a la antigua”. Sin embargo, a partir de 1989, la marca identifica, por ejemplo, yogures de frutas, trozos de tarta, cremas de caramelo, etcétera. En 1997, se crea el arroz con leche La Lechera, luego durante los años 2000 se crea flanes de repostería La Lechera, mientras que la marca Charles Gervais ocupa un nicho de mercado similar. En el 2002 aparecen helados con esta marca, y en el 2012, sorbetes  La Lechera utiliza huevos de gallinas criadas en batería.